# ФК Дунаујварош ПАШЕ

ФК Дунаујварош ПАШЕ (мађ. Dunaújváros Pálhalma Agrospeciál Sport Egyesület), је мађарски фудбалски клуб. Седиште клуба је у Дунаујварошу, Фејер, Мађарска. Боје клуба су плава и жута. Тренутно се такмичи у НБ III.

## Историјат
Удружење Дунаујварос ПАШЕ основано је 1998. године као „Дунаујварош Палхалма Агрошпециал Шпортеђешилет”. Клуб је после оснивања започео такмичење у округу Фејер у групи III.  У то време, тим су чинили мештани, запослени у Палхалма Агрошпецијалу и бивши одрасли омладинци Дунафера. У десетој години од оснивања, тим је стигао до прве дивизије округа, а сезона 2010/11 је већ одиграна у НБ III Дунав групи, одакле су одмах успели да пређу у НБ II. Иако сезона 2011/12 није прошла добро за тим, тим је успео да се из групе Драва лиге 2012/13 пласира у другу лигу. У лигашкој сезони 2013/14, тим је освојио друго место у појединачној групи НБ II, што је значило да може почети сезону шампионата 2014/15, по први пут у својој историји, у првој лиги. У недостатку осветљења на Дунафер арени, тиму је било дозвољено да своје утакмице игра само у првих десет кола у гостима. Прва домаћа утакмица на стадиону одиграна је у 11. колу првенства против екипе Сомбатхељ Халадаш 17. октобра 2014. године.
На крају сезоне, тим је елиминисан из НБ I, а затим из НБ II следеће сезоне. Од тада је стабилан трећелигаш.

## Коначна ранг листа од 2009.
| 5 |

| 1 |

| 1 |

| 15 |

| 1 |

| 2 |

| 15 |

| 15 |

| 4 |

| 4 |

| 4 |

| 5 |

| НБ I |

| НБ II |

| НБ III |

| НБ IV |

| НБ I |

| НБ II |

| НБ III |

| НБ IV |